# Manuel Ferreira
Manuel Ferreira (Trenque Lauquen, 22 ottobre 1905 – Barcellona, 29 luglio 1983) è stato un calciatore argentino, di ruolo attaccante.

## Carriera
Ferreira fu uno dei principali calciatori argentini degli anni venti e trenta. La sua carriera agonistica, durata dal 1924 al 1936, si svolse principalmente nell'Estudiantes de La Plata (con cui realizzò 26 goal in 90 presenze), salvo un biennio (1933-1934) con la maglia del River Plate. Nonostante il buon livello delle due squadre, Ferreira non vinse mai alcun titolo per club.
Decisamente migliore fu la pur breve (appena tre anni, dal 1927 al 1930) esperienza con la maglia della nazionale argentina, con cui Ferreira debuttò in occasione del Campeonato Sudamericano de Football 1927 (equivalente all'attuale Coppa America). La selezione albiceleste concluse il torneo a punteggio pieno, davanti all'Uruguay, grande rivale dell'Argentina in quegli anni per la supremazia mondiale e continentale: Ferreira, dal canto suo, siglò 2 reti nell'ultima partita contro il Perù padrone di casa.

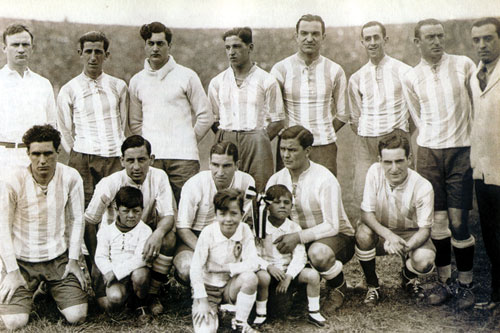
L'Argentina vincitrice del Campeonato Sudamericano 1929. Ferreira è il terzo da sinistra in basso.

Nel 1928 Ferreira partecipò al torneo di calcio della IX Olimpiade in programma ad Amsterdam. Liquidati senza grossi problemi Stati Uniti (11-2), Belgio (6-3) ed Egitto (6-0), gli argentini trovarono in finale il 10 giugno l'Uruguay campione olimpico in carica. Proprio Ferreira andò in goal al 50', pareggiando la rete di Petrone che aveva portato in vantaggio la Celeste e la partita finì sull'1-1, costringendo le squadre a giocare uno spareggio. Tre giorni dopo, tuttavia, la spuntò per 2-1 l'Uruguay, grazie al goal partita di Héctor Scarone, e per l'Argentina fu solo secondo posto. Ferreira conquistò il secondo posto anche nella classifica dei marcatori con 6 goal (a pari merito con l'italiano Baloncieri), dietro il connazionale Domingo Tarasconi, autore di ben 11 reti.
Il riscatto argentino fu fulmineo e l'anno seguente, al Campeonato Sudamericano de Football 1929 disputato proprio in Argentina, gli albicelesti tornarono al successo: nuova marcia trionfale degli argentini (primi a punteggio pieno davanti al Paraguay) e nuovo secondo posto nella classifica dei marcatori, con 3 goal (stavolta dietro al paraguaiano Aurelio González, con 5 goal), per Ferreira, che da quel torneo diviene anche capitano della nazionale.
Da campione sudamericano in carica, l'Argentina si proiettò così nel primo mondiale di calcio disputato nel 1930 nel vicino Uruguay. Ferreira non andò mai in rete, in parte offuscato dai compagni di reparto Stábile (alla fine capocannoniere del torneo con 8 realizzazioni) e Peucelle, ma guidò da leader e capitano la propria nazionale fino alla finalissima contro gli eterni rivali dell'Uruguay. Il 30 luglio 1930 al Centenario di Montevideo, però, la vittoria arrise ai padroni di casa (4-2). Ferreira, dopo aver mancato quello che sarebbe stato il successo più importante della sua carriera, decise di lasciare definitivamente la nazionale.

## Palmarès

### Nazionale
- Coppa America: 2

Perù 1927, Argentina 1929
- Copa Newton: 2

1927, 1928
- Argento olimpico: 1

Amsterdam 1928